# Нахтсхайм
Нахтсхайм (нем. Nachtsheim) — община в Германии, в земле Рейнланд-Пфальц. 
Входит в состав района Майен-Кобленц. Подчиняется управлению Фордерайфель.  Население составляет 556 человек (на 31 декабря 2010 года). Занимает площадь 7,2146 км².